# August Holmström
August Wilhelm Holmström (Helsinki, 1829 – 1903) è stato un orafo finlandese.

## Biografia
Apprendista del gioielliere Herold, nel 1857 divenne capomastro con un proprio laboratorio e quello stesso anno fu nominato da Gustav Fabergé (il padre di Karl), capo gioielliere della Fabergé, incarico che ricoprì fino alla morte.
La sua bottega produsse una vasta gamma di oggetti preziosi, dai gioielli esclusivi alle uova di Pasqua in miniatura; tra questi, i più famosi sono forse le repliche in miniatura delle regalie imperiali russe, che furono esposte alla Exposition Universelle di Parigi nel 1900 e che ora sono custodite nel Museo statale Ermitage, San Pietroburgo.
Viene ricordato come il creatore dell'Uovo rete di diamanti del 1892.
I discendenti di Holmström continuarono il suo lavoro.
Dopo la sua morte il figlio Albert Holmström (1846-1920) continuò l'attività utilizzando lo stesso marchio AH.
Sua figlia Fanny Florentina (1869 - 1903) lavorò con Fabergé e sposò il mastro orafo finlandese Knut Oskar Pihl (1860 - 1897); la loro figlia Alma Theresia Pihl (1888 - 1976) iniziò a lavorare per Fabergé 1911, come disegnatrice di gioielli, al fianco di suo zio Albert Holmström.